# Бобрівка (аеродром)
Бобрівка — військовий аеродром в Кінельському районі Самарської області Російської Федерації. Розташований на околиці однойменного села, за 25 км на південний схід від міста Самара.
Зараз як військовий аеродром не використовується, фактично бувши лише спортивним аеродромом — з 2000 року на ньому базується Самарський обласний аероклуб ДТСААФ Росії.
Поряд з аеродромом розташоване селище Жовтневе, що входить до складу сільського поселення Бобрівка, що раніше служило військовим містечком для розміщення військовослужбовців зі складу військових частин, що базувалися на аеродромі, а також їхніх сімей.

## Історія
Аеродром існує з 1930-х років. У роки Другої світової війни був одним з аеродромів 1-ї запасної авіабригади ВПС РСЧА.
У 1960—2010 роках на аеродромі розміщувалися:
- 2179-а база резерву літаків ВППО (109 Су-15, 26 МіГ-23)[3] — розформована на початку 1990-х років;
- 683-й винищувальний авіаполк ВППО (літаки МіГ-23П)[4] — розформований у 1998 році;
- 237-а окрема вертолітна ескадрилья ВПС (вертольоти Мі-24, Мі-8) — розформована у 2010 році.

237-а окрема гелікоптерна ескадрилья (військова частина № 34395) — гелікоптери Мі-8 і Мі-24, було створено 1998 року на основі розформованих 437-го і 95-го навчальних гелікоптерних полків, що базувалися в Озинках та Сердобську відповідно (останній на аеродромі «Тащилівка», нині розформованому, поблизу однойменної залізничної станції). Спочатку було сформовано два загони (загін Мі-8 та загін Мі-24). У 2001 році в частину влилася 1-а ескадрилья (вертольоти Мі-24) зі складу 793-го окремого транспортно-бойового вертолітного полку (в/ч 62977), що базувався в районі села Кінель-Черкаси (базувався на однойменному аеродромі, нині занедбаному). Ескадрилью було переорганізовано в ланкову структуру (три ланки Мі-24 та одна ланка Мі-8). У 2010 році ескадрилью було розформовано, вертольоти передано на інші аеродроми.